# Cordillères Bétiques

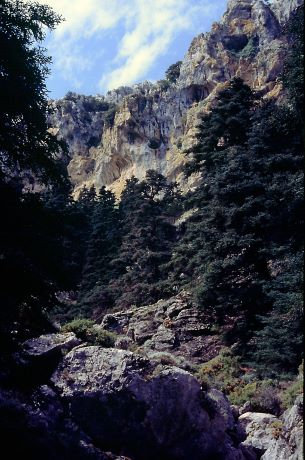
Sierra de las Nieves.

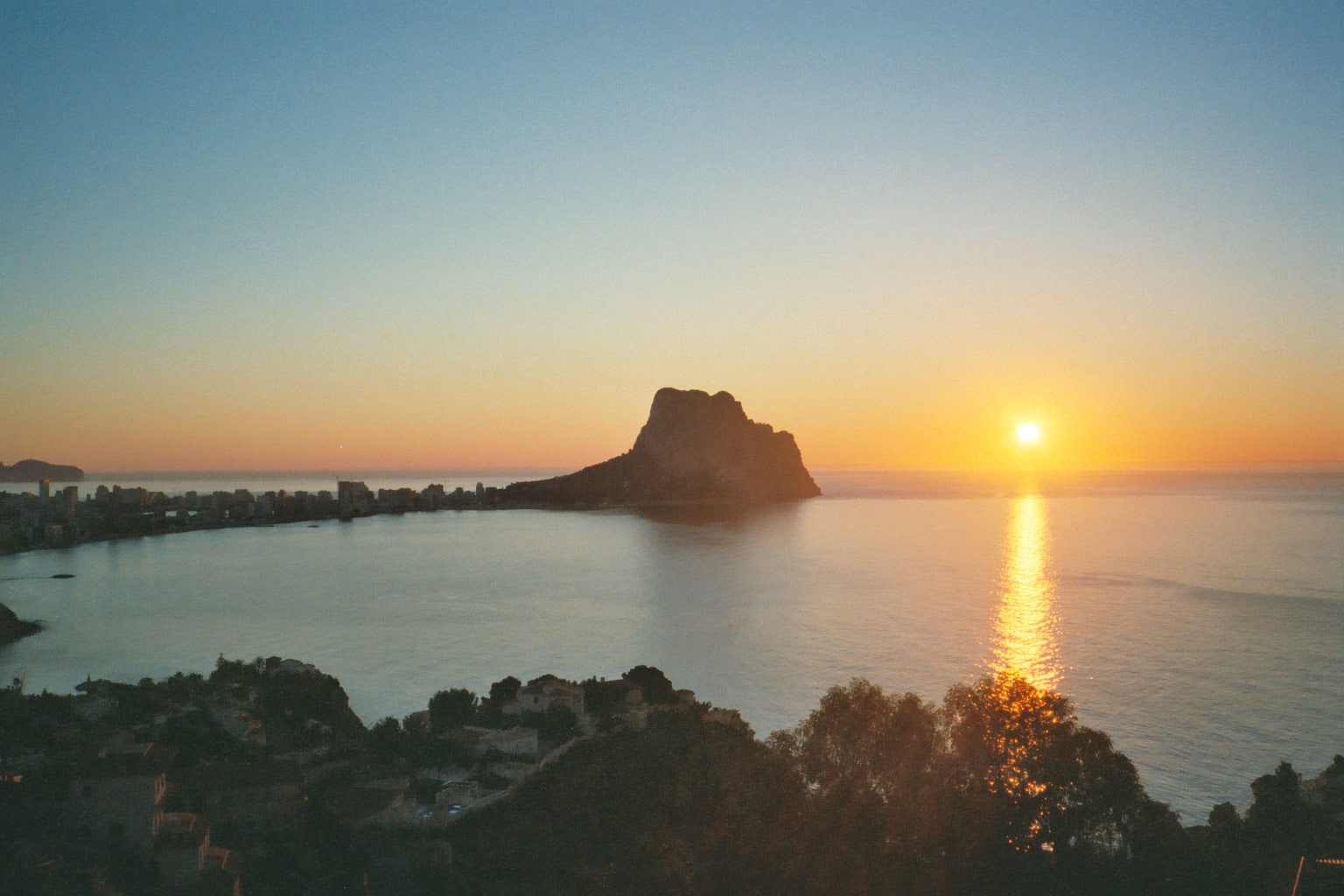
Vue du rocher d'Ifach au lever du soleil.

Les cordillères Bétiques sont un ensemble de systèmes montagneux qui s'étendent dans le sud de la péninsule Ibérique, depuis le golfe de Cadix jusqu'à Alicante et les Baléares. Elles font partie de l'arc de Gibraltar et sont composées des cordillères Subbétique, Pénibétique (contenant la sierra Nevada espagnole), Prébétique et de la sierra de Tramontana.
On y trouve en particulier le mont Mulhacén, point culminant de la péninsule Ibérique.